# Пушман
Пушман (узб. Pushmon / Пушмон) — посёлок городского типа, расположенный на территории Пахтаабадского района Андижанской области Республики Узбекистан.
Статус посёлка городского типа с 2009 года.